# Безпалий Гнат Іванович
Безпалий Гнат Іванович (21 грудня (ст.ст.) 1887, с. Підлипне Конотопський повіт, Чернігівська губернія— член Української Центральної Ради від Конотопського повіту.
Народився у селянській родині Івана Григоровича та Епістімії Петрівни Безпалих.
Останнє місце роботи — столяр вагонного депо. Заарештований 21 серпня 1937 року. Трійкою при управлінні НКВС по Чернігівській області засуджений 25 жовтня 1937 року за статтями 54-10, 54-11 Кримінального кодексу УСРР до ув'язнення у виправно-трудових таборах на 10 років. Подальша доля невідома. Реабілітований 31.07.1989 прокуратурою Сумської області.